# Umundurowanie funkcjonariuszy Straży Granicznej III RP

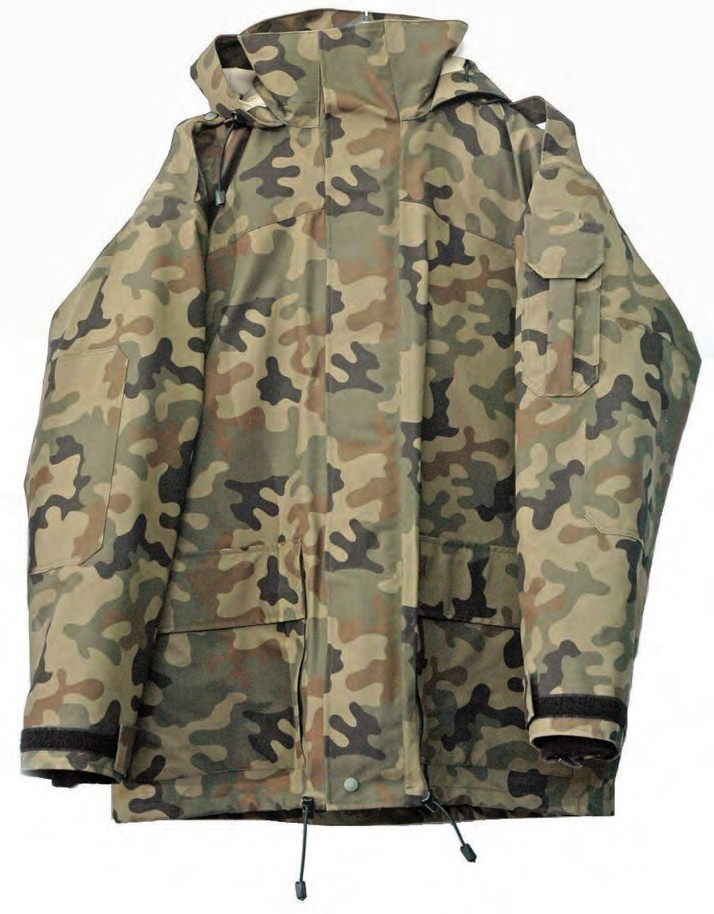
Kurtka goretexowa wprowadzona rozporządzeniem z 2011 roku

Umundurowanie funkcjonariuszy Straży Granicznej – jednolity strój przeznaczony dla funkcjonariuszy Straży Granicznej.

## Umundurowanie SG w latach 1991–2002
W roku 1999 weszło w życie rozporządzenie Ministra Spraw Wewnętrznych i Administracji dotyczące umundurowania funkcjonariuszy Straży Granicznej. Dotąd (lata 1991-1999) noszono standardowe umundurowanie Wojska Polskiego (podobnie jak WOP). Rozporządzenie z 1999 roku utrzymywało ten stan, lecz wprowadziło kilka elementów, które miały odróżniać funkcjonariuszy SG od żołnierzy WP m.in.:
- okrągła czapka garnizonowa z zielonym otokiem i lamówką – zamiast rogatywki garnizonowej
- beret koloru zielonego – zamiast beretów używanych w Wojsku Polskim
- pas główny skórzany lub pas poliamidowy w kolorze czarnym – zamiast poliamidowych zielonych pasów z klamrą WP
- haftowana oznaka orła państwowego z napisem „STRAŻ GRANICZNA” umieszczana na nakryciach głowy – zamiast oznaki orła wojskowego
- dystynkcje wykonywane metodą haftu komputerowego (zarówno do umundurowania wyjściowego jak i polowego) – zamiast dystynkcji wykonanych bajorkiem lub tłoczonych z tworzywa sztucznego.

## Umundurowanie SG w latach 2002–2011
W roku 2002 weszło w życie nowe rozporządzenie dotyczące umundurowania Straży Granicznej. Rozporządzenie określiło dokładne wzory i normy oznak, emblematów i umundurowania, a także zasady ich noszenia przez funkcjonariuszy Straży Granicznej.
Zależnie od jednostki organizacyjnej funkcjonariusze SG używali jednego z trzech wzorów ubiorów: wz. wojsk lądowych, wz. wojsk lotniczych lub wz. marynarki wojennej.
Ubiory wz. wojsk lądowych noszono:
- w Komendzie Głównej Straży Granicznej łącznie z Graniczną Placówką Kontrolną Straży Granicznej Warszawa-Okęcie
- w ośrodkach szkolenia Straży Granicznej
- w oddziałach Straży Granicznej (z wyjątkiem Morskiego Oddziału Straży Granicznej, gdzie umundurowanie wz. wojsk lądowych nosili tylko funkcjonariusze pełniący służbę w granicznych placówkach kontrolnych i strażnicach)

Ubiory wz. wojsk lotniczych noszono:
- w jednostkach organizacyjnych Komendy Głównej Straży Granicznej właściwych do spraw lotnictwa SG
- w wydziałach lotniczych oddziałów Straży Granicznej

Ubiory wz. marynarki wojennej noszono:
- w jednostkach organizacyjnych Komendy Głównej Straży Granicznej właściwych do spraw morskich SG
- w  Morskim Oddziale Straży Granicznej (z wyjątkiem funkcjonariuszy pełniących służbę w granicznych placówkach kontrolnych i strażnicach)

Natomiast mundur polowy marynarki wojennej przydzielany był funkcjonariuszom pełniącym służbę na jednostkach pływających.
Ponadto wprowadzono podział umundurowania na cztery rodzaje ubiorów: służbowy, wyjściowy, galowy oraz polowy.

### Ubiór służbowy
Ubiór służbowy noszono podczas wykonywania obowiązków służbowych, chyba że z charakteru obowiązków wynikała konieczność występowania w innych typach mundurów.
Ubiór służbowy składał się z wielu elementów:
- czapki garnizonowej SG w trzech odmianach: khaki (do umundurowania wojsk lądowych), stalowej (do umundurowania wojsk lotniczych) i białej (do umundurowania marynarki)
- furażerki SG koloru stalowego noszonej do umundurowania wojsk lotniczych
- czapki futrzanej
- bluzy olimpijki ze spodniami lub spódnicą (kobiety) w trzech odmianach: khaki (umundurowanie wojsk lądowych), stalowej (umundurowanie wojsk lotniczych) i granatowej (umundurowanie marynarki)
- koszul w trzech wersjach: z długimi rękawami i naramiennikami, z krótkimi rękawami i naramiennikami oraz z krótkimi rękawami i wykładanym kołnierzem, a także trzech kolorach: khaki (umundurowanie wojsk lądowych), niebieskie (umundurowanie wojsk lotniczych) lub granatowe (umundurowanie marynarki)
- kurtki służbowej SG (umundurowanie wojsk lądowych) lub czarnej kurtki zimowej nieprzemakalnej (umundurowanie wojsk lotniczych i marynarki wojennej).
- obuwia koloru czarnego

### Ubiór wyjściowy
Ubiór wyjściowy noszono wykonywania obowiązków służbowych wymagających wystąpień w ubiorze wyjściowym, podczas oficjalnych spotkań i uroczystych wystąpień, jeżeli nie zachodzi konieczność występowania w ubiorze galowym oraz podczas meldowania się przełożonemu po przybyciu do nowej jednostki organizacyjnej Straży Granicznej lub przed odejściem na inne stanowisko służbowe.
Ubiór wyjściowy składał się z następujących elementów:
- czapki garnizonowej SG w trzech odmianach: khaki (do umundurowania wojsk lądowych), stalowej (do umundurowania wojsk lotniczych) i białej (do umundurowania marynarki)
- furażerki SG koloru stalowego noszonej do umundurowania wojsk lotniczych
- czapki futrzanej
- mundur wyjściowy (kurtka ze spodniami lub spódnicą (kobiety)) w trzech odmianach: khaki (umundurowanie wojsk lądowych), stalowej (umundurowanie wojsk lotniczych) i granatowej (umundurowanie marynarki)
- koszuli z długimi rękawami w kolorze białym
- koszul z długimi rękawami i naramiennikami w trzech kolorach: khaki (umundurowanie wojsk lądowych), niebieskie (umundurowanie wojsk lotniczych) lub granatowe (umundurowanie marynarki)
- kurtki służbowej SG (umundurowanie wojsk lądowych) lub czarnej kurtki zimowej nieprzemakalnej (umundurowanie wojsk lotniczych i marynarki wojennej).
- obuwia koloru czarnego

### Ubiór galowy
Ubiór galowy przeznaczony został do noszenia podczas uroczystości związanych z uczczeniem świąt państwowych oraz święta Straży Granicznej, podczas uroczystości wręczania sztandarów, orderów i odznaczeń, mianowania na stopień ślubowania oraz promocji funkcjonariuszy, podczas innych ważnych uroczystości na polecenie kierownika jednostki organizacyjnej oraz w czasie niektórych uroczystości o charakterze prywatnym.
Ubiór wyjściowy składał się z następujących elementów:
- czapki garnizonowej SG w trzech odmianach: khaki (do umundurowania wojsk lądowych), stalowej (do umundurowania wojsk lotniczych) i białej (do umundurowania marynarki)
- czapki futrzanej
- mundur wyjściowy (kurtka ze spodniami lub spódnicą (kobiety)) w trzech odmianach: khaki (umundurowanie wojsk lądowych), stalowej (umundurowanie wojsk lotniczych) i granatowej (umundurowanie marynarki)
- koszuli z długimi rękawami w kolorze białym
- sznura galowego
- kurtki służbowej SG (umundurowanie wojsk lądowych) lub czarnej kurtki zimowej nieprzemakalnej (umundurowanie wojsk lotniczych i marynarki wojennej).
- obuwia koloru czarnego

### Ubiór polowy
Ubiór polowy przeznaczony został do noszenia podczas wykonywania obowiązków służbowych wymagających wystąpień w ubiorze polowym oraz podczas szkoleń i ćwiczeń w ośrodkach szkolenia Straży Granicznej lub oddziałach Straży Granicznej, jeżeli charakter wykonywanych czynności nie wymaga noszenia innego rodzaju ubioru. Ubiór polowy wykonany jest z tkaniny w kamuflażu wz. 93 „Pantera”, a mundur polowy marynarski w kolorze granatowym.
Ubiór wyjściowy składał się z następujących elementów:
- czapki polowa typu kepi, furażerka lub beret
- czapki futrzanej
- mundur polowy lub mundur ćwiczebny marynarski
- koszula polowa z krótkimi rękawami
- kurtki polowej lub czarnej kurtki zimowej nieprzemakalnej (umundurowanie wojsk lotniczych i marynarki wojennej)
- czarnego skórzanego pasa głównego
- obuwia koloru czarnego

### Niektóre elementy umundurowania SG
Nakryciem głowy do ubioru galowego, wyjściowego i służbowego była okrągła czapka garnizonowa z czarnym daszkiem. Dla funkcjonariuszy noszących ubiór wojsk lądowych przeznaczona była czapka w kolorze khaki z zielonym otokiem i lamówką. Funkcjonariusze  noszący ubiór wojsk lotniczych dysponowali czapką w kolorze stalowym z zielonym otokiem i lamówką. Natomiast do ubioru marynarki wojennej przeznaczona była czapka z białym denkiem i zielonym otokiem. Na czapkach garnizonowych mocowano metalowy znak orła państwowego na tarczy, wewnątrz której umieszczono napis „STRAŻ GRANICZNA”.
Do ubioru polowego przeznaczono dwa rodzaje czapek polowych typu kepi (w kamuflażu „pantera” – do munduru polowego oraz granatowe – do munduru polowego marynarki) oraz stalowy beret (przeznaczony dla obsługi technicznej lotnisk). Na czapkach polowych typu kepi oraz beretach mocowano znak orła państwowego na tarczy, wewnątrz której umieszczono napis „STRAŻ GRANICZNA” wykonany metodą termonadruku.
Ponadto funkcjonariusze noszący ubiór wojsk lotniczych do ubioru służbowego, wyjściowego i polowego mogli nosić stalowe furażerki z orłem państwowym na tarczy, wewnątrz której umieszczono napis „STRAŻ GRANICZNA” wykonanym techniką termonadruku.
W okresie zimowym nakryciem głowy była czapka futrzana z futerkiem koloru czarnego z  metalowym znakiem orła państwowego na tarczy, wewnątrz której umieszczono napis „STRAŻ GRANICZNA”.
W składzie ubiorów galowego i wyjściowego noszono mundur wyjściowy. Mundur występował w trzech odmianach kolorystycznych: khaki (ubiór wojsk lądowych), granatowy (ubiór marynarki wojennej) i stalowy (ubiór wojsk lotniczych). Od wzorów wojskowych mundur ten odróżniały zielone lamówki wszyte w zewnętrzne boczne szwy spodni oraz rękawów.
Elementy ubioru polowego wykonywano z tkaniny w kamuflażu pantera. Krój munduru polowego wzorowany był na mundurze polowym wz. 93. Zasadniczą różnicą jest umieszczenie kieszeni na radiotelefon na lewym rękawie (zamiast zwykłych kieszeni). Podobną kieszeń przyszyto na rękawie kurtki polowej.

### Zmiany w umundurowaniu SG w latach 2002–2011
Pierwsze poważniejsze zmiany wprowadzono w roku 2003. Obejmowały one m.in.:
- do ubioru służbowego wprowadzono białą koszulę z krótkimi rękawami
- zmieniono krój czapki garnizonowej do ubioru marynarki wojennej – dodano złoty galon
- wprowadzono dystynkcje stopni na czapkę polową "pantera"

Kolejne zmiany wprowadzono w roku 2006. Zmiany obejmowały m.in.:
- wprowadzono sweter (khaki – umundurowanie wojsk lądowych, czarny – umundurowanie marynarki wojennej i stalowy – umundurowanie wojsk lotniczych)
- wycofano ze składu ubioru polowego czarną kurtkę nieprzemakalną oraz czapkę polową w kolorze granatowym
- w miejsce czapki polowej w kolorze granatowym wprowadzono beret koloru czarnego
- zmieniono wygląd czapek garnizonowych noszonych do umundurowania wojsk lotniczych i umundurowania marynarki wojennej – zamiast otoków zielonych wprowadzono czarne
- wprowadzono emblemat z napisem „STRAŻ GRANICZNA” oraz emblemat imienny
- wprowadzono możliwość noszenia kordzika do ubioru galowego wz. wojsk lotniczych i wz. marynarki wojennej

## Umundurowanie SG od 2011 roku
W roku 2011 minister spraw wewnętrznych i administracji wydał nowe rozporządzenie w sprawie umundurowania Straży Granicznej zastępujące dotychczasowe przepisy. Nowe rozporządzenie nie wprowadziło wielu zmian. Do najważniejszych zmian należy zaliczyć: wprowadzenie w miejsce kurtki polowej kurtki ubrania na złą pogodę (wykonana z tkaniny nieprzemakalnej) oraz wprowadzenie nowego wzoru swetra (z napisem „STRAŻ GRANICZNA”).
W 2016 minister spraw wewnętrznych i administracji wydał nowe rozporządzenie.